# Hong Sok-jung
Pour les articles homonymes, voir Hong.
 (novembre 2023).
Si vous disposez d'ouvrages ou d'articles de référence ou si vous connaissez des sites web de qualité traitant du thème abordé ici, merci de compléter l'article en donnant les références utiles à sa vérifiabilité et en les liant à la section « Notes et références ».
Hong Sok-jung (hangeul : 홍석중) est un écrivain nord-coréen, né en 1941, auteur notamment de romans historiques.

## Biographie
Originaire du sud de la Corée, Hong Sok-jung a suivi son grand-père Hong Myong-hi lorsque ce dernier, qui avait choisi de devenir écrivain pour défendre la langue coréenne (hangeul) interdite par les Japonais, s'est installé en Corée du Nord en 1948. Il appartient à une dynastie de lettrés coréens ayant résisté à l'occupation japonaise : son arrière-grand-père, Hong Beum-sik, se suicida en 1910 pour protester contre l’annexion de son pays par le Japon.
Après avoir étudié la littérature à l'université Kim Il-sung à Pyongyang, Hong Sok-jung a écrit des pièces de théâtre puis publie son premier roman, Une fleur rouge, en 1970, dénonçant l'injustice sociale en Corée avant l'indépendance. 
Hong Sok-jung a reçu le prix littéraire Manhae en Corée du Sud pour son roman Hwang Chini, qui raconte l'histoire d'une femme du XVIe siècle née d'une alliance illégitime ayant entraîné la rupture de ses fiançailles. Elle choisit alors de devenir courtisane royale (kisaeng) pour affirmer son indépendance, tout en dénonçant l'hypocrisie de la domination masculine dans la Corée de la dynastie Choson. Le roman comporte des scènes d'amour très réalistes et emploie des expressions communes au Nord et au Sud de la péninsule, afin de signifier la volonté de réunification de la Corée.
Hong Sok-jung est par ailleurs un ami du romancier sud-coréen Hwang Sok-yong.

## Articles liés
- Culture en Corée du Nord